# Solid HarmoniE
Solid HarmoniE, ook bekend als SHE, is een Engels-Amerikaanse meidengroep die in 1998 enkele hits had.

## Biografie
De groep maakte in 1996 haar debuut met de single Got 2 Have Ya. Op dat moment bestond de groep uit Rebecca Onslow, Melissa Graham en Mariama Goodman. De single werd een flop, waarna Solid HarmoniE zich ging beraden op een andere sound. Tevens verliet Mariama de groep vanwege een ziekte van haar moeder. Beki en Melissa gingen daarom op zoek naar een nieuw bandlid en vonden die in Elisa Cariera. Mariama keerde na het herstel van haar moeder echter bij de band terug, waardoor Solid HarmoniE verderging als viertal.
De groep brak eind 1997 definitief door met de single I'll Be There for You en het naamloze debuutalbum, dat in Nederland de nummer 1-positie behaalde en met goud werd onderscheiden. De sound van de band werd vanaf nu gekenmerkt door de productie van Max Martin, die al eerder werkte met onder andere Ace of Base, de Backstreet Boys en Robyn. Andere hits van Solid HarmoniE waren I Want You to Want Me, I Wanna Love You en To Love Once Again.
Door juridische geschillen met de platenmaatschappij verloor de groep haar platencontract. Goodman kon op dat moment terecht in de meidengroep Honeyz en koos voor zekerheid. De andere drie besloten niet bij de pakken neer te zitten en gingen op zoek naar een vierde lid en schreven ondertussen nieuwe nummers voor het tweede album. Na audities vonden ze Jenilca Franchesca Giusti  die de groep kwam versterken. Kort daarna besloot ook Graham te stoppen voor een solocarrière. De overige drie leden besloten als trio door te gaan, omdat Onslow en Cariera het niet zagen zitten om weer een nieuw lid met de daarbij horende routine te moeten inwerken. De drie leden gingen de studio in voor een tweede album. Doordat ze geen geschikte platenmaatschappij konden vinden, werd het tweede album nooit uitgebracht en besloten de drie meiden in 2000 de handdoek in de ring te gooien.
Op 4 april 2025 maakten Rebecca Onslow, Melissa Graham en Elisa Cariera live op Qmusic hun comeback bekend als Solid HarmoniE in de originele samenstelling. Er is nieuwe muziek onderweg en ook worden binnenkort nieuwe optredens aangekondigd. Solid HarmoniE staat hierbij onder Nederlands management.  

## Discografie

### Albums
| Album met eventuele hitnotering(en) in de Nederlandse Album Top 100 | Datum van verschijnen | Datum van binnenkomst | Hoogste positie | Aantal weken | Opmerkingen |
| ------------------------------------------------------------------- | --------------------- | --------------------- | --------------- | ------------ | ----------- |
| Solid HarmoniE                                                      | 1997                  | 25-4-1998             | 1               | 29           | Goud        |

| Album met hitnotering(en) in de Vlaamse Ultratop 200 albums | Datum van verschijnen | Datum van binnenkomst | Hoogste positie | Aantal weken | Opmerkingen |
| ----------------------------------------------------------- | --------------------- | --------------------- | --------------- | ------------ | ----------- |
| Solid HarmoniE                                              | 1997                  | 9-5-1998              | 33              | 1            |             |

### Singles
| Single met eventuele hitnotering(en) in de Nederlandse Top 40 | Datum van verschijnen | Datum van binnenkomst | Hoogste positie | Aantal weken | Opmerkingen |
| ------------------------------------------------------------- | --------------------- | --------------------- | --------------- | ------------ | ----------- |
| I'll Be There for You                                         | 1997                  | 22-11-1997            | 7               | 18           |             |
| I Want You to Want Me                                         | 1998                  | 21-3-1998             | 4               | 11           |             |
| I Wanna Love You                                              | 1998                  | 4-7-1998              | 25              | 6            |             |
| To Love Once Again                                            | 1998                  | 17-10-1998            | tip             |              |             |

| Single met hitnotering(en) in de Vlaamse Ultratop 50 | Datum van verschijnen | Datum van binnenkomst | Hoogste positie | Aantal weken | Opmerkingen |
| ---------------------------------------------------- | --------------------- | --------------------- | --------------- | ------------ | ----------- |
| I'll Be There for You                                | 1997                  | 18-10-1997            | tip12           | -            |             |
| I Want You to Want Me                                | 1998                  | 2-5-1998              | 48              | 1            |             |

### NPO Radio 2 Top 2000
| Nummer met noteringen in de NPO Radio 2 Top 2000 | '99  | '00  |
| ------------------------------------------------ | ---- | ---- |
| I'll Be There for You                            | 1660 | 1774 |

1. ↑  Een vetgedrukt getal geeft de hoogste notering aan.
2. ↑  Deze tabel is bijgewerkt tot en met de laatste editie (2024).